# Élection présidentielle colombienne de 1910
L'élection présidentielle colombienne de 1910 est le scrutin qui se déroula le 15 juin 1910 en Colombie. Ces élections furent remportées par Carlos Eugenio Restrepo.

## Modalités
Selon la constitution en vigueur, l'élection présidentielle se déroule au suffrage indirect, à travers un collège électoral composé d'un représentant pour mille habitants.
Rafael Reyes, élu président pour la période 1904-1910, gouverna jusqu'en juin 1909, date à laquelle il fut contraint de démissionner en raison de la pression des groupes d'opposition. Dans cette atmosphère de crise institutionnelle, le président intérimaire, Ramón González Valencia, convoqua une Assemblée constituante pour se réunir en 1910. Cette assemblée était composée de 45 députés élus dans un rapport de trois pour chacune des quinze circonscriptions électorales, dans la proportion de deux représentant le Parti conservateur et un représentant le Parti libéral.
Parmi les réformes réalisées, l'Assemblée réduisit le mandat présidentiel de six à quatre ans, supprima la réélection immédiate, supprima la vice-présidence et modifia le système d'élection présidentielle au suffrage direct, qui devait entrer en vigueur en 1914.

## Résultats
| Candidats | Candidats                   | Parti politique    | Votes |
| --------- | --------------------------- | ------------------ | ----- |
|           | Carlos Eugenio Restrepo     | Union républicaine | 23    |
|           | José Vicente Concha         | Parti conservateur | 18    |
|           | Guillermo Quintero Calderón | Parti conservateur | 2     |